# André Lynen
Pour les articles homonymes, voir Lynen.
André Lynen, né à Anvers le 4 décembre 1888 et mort à Forest le 29 juillet 1984, est un peintre, aquarelliste et pastelliste belge.

## Biographie

### Famille
André (Andreas Victor Julius) Lynen, né boulevard Léopold no 77 à Anvers le 4 décembre 1888, est le fils de l'industriel et notable Alfred Lynen (1864-1907) et de Jeanne Pecher (1866-1953). Son grand-père maternel est le peintre et sculpteur Jules Pecher. Son oncle est le peintre Amédée Lynen. André Lynen épouse à Paris le 4 juin 1921 Marie de Roubaix (1885-1976).

### Formation
Enfant, André Lynen se rend fréquemment à l'atelier de son grand-père Jules Pecher, chez lequel s'affirme son goût pour les arts. Il effectue ses études secondaires à l'athénée royal d'Anvers, puis ses parents l'autorisent à devenir étudiant à l'Académie royale des beaux-arts d'Anvers. Ses professeurs sont Isidore Meyers et le mariniste Piet Verhaert. Ce dernier possède une villa à Oostduinkerke et l'invite fréquemment chez lui. Le jeune artiste y consolide son goût pour la mer et rencontre des artistes tels qu'Auguste Oleffe qui loge à Nieuport et dans son sillage reçoit notamment Louis Thévenet, Albert Crahay et John Michaux. André Lynen acquiert son propre atelier, Voie Elisa à Nieuport et intègre l'informelle « École de Nieuport ».

### Carrière
André Lynen expose pour la première fois au Salon de Bruxelles de 1910, puis à divers expositions du Cercle artistique et littéraire de Bruxelles, de même qu'au Salon de Bruxelles de 1914.
Lorsque la Première Guerre mondiale advient, André Lynen se rend à Anvers afin de s'engager dans la conflit, où il sert d'abord comme garde civique en participant à la défense d'Anvers. En 1915, il est enrôlé dans l'artillerie en Grande-Bretagne. L'année suivante, il regagne Nieuport en qualité d'observateur et intègre, le 1er août 1916, le groupe des « peintres du front », également appelé Section artistique de l'armée belge en campagne. Attaché à la section documentaire de l'armée belge en campagne, son unité a pour mission de fixer par le pinceau, le craton et la plume les aspects les plus émouvants de la terre de Flandre profondément ravagée par les bombardements. Les œuvres des combattants sont exposées à La Panne en mars 1917.
En 1919, André Lynen émigre en France. Il vit à Versailles et travaille également en Bretagne, mais aussi dans les Landes et sur la Côte d'azur. Il devient membre de la Société du Salon d'Automne à Paris et participe aux expositions, notamment en 1923. Vers 1924 ou peu après, le peintre revient en Belgique, d'abord à La Hulpe, puis à Bruxelles. Il participe à nouveau à de nombreux salons d'art dans son pays et expose également lors d'expositions collectives à l'étranger.
André Lynen devient secrétaire de la Société belge des peintres de la mer, qui comprend au maximum vingt-cinq membres et subsiste durant 39 ans. Elle organise, après un salon préparatoire en 1932, généralement en février ou en mars, durant trois semaines, trente-trois salons annuels destinés à promouvoir la vie maritime et à diffuser les œuvres des artistes contemporains en rapport avec les thèmes du monde de la mer.
Pour l'Exposition universelle de 1935, le gouvernement belge lui commande Vue de Douvres. La ville de Nieuport organise en 1953 et en 1961 une rétrospective des peintres de la guerre de 1914-1918.
Le 29 juillet 1984, André Lynen meurt à l'âge de 95 ans à Forest.

## Œuvre

### Caractéristiques
Son champ pictural couvre essentiellement les marines, les paysages, les marines, les natures mortes, les fleurs et parfois les vues urbaines, les portraits et les nus.

### Réception critique
En avril 1913, dans son article consacré à l'exposition du Salon de Printemps, le critique du quotidien Le Matin écrit : 

« M. André Lynen signe des marines vraiment dignes d'attention, comme Coup de vent du nord-est, d'un mouvement, d'une transparence de coloris aussi remarquables. Retour des pêcheurs de crevettes et Sauveteurs guettant l'arrivée de barques sont deux compositions où la vie des marins et le décor marin se superposent et se fondent en gardant un double caractère de pittoresque et de grandeur. M. Lynen s'atteste également comme un luminisme très sûr de lui dans une série de natures mortes qui forment de délicieuses symphonies en clair. »

En janvier 1924, dans son article consacré à l'exposition du Cercle artistique à Bruxelles, le critique du quotidien Le Vingtième Siècle écrit : 

« Deux expressions nettement différentes signalent le faire d'André Lynen. Dans l'une comme dans l'autre, du reste, la sincérité et le métier marquent un verbe pictural soucieux de plans et de perspectives, aux larges traits ou aux larges plaqués de couleurs. Dans les œuvres de date récente – Croquis et paysages de Bretagne –, parmi lesquelles, citons Huîtrière à Cancale et Lavandières en Bretagne, l'opposition des plaqués de couleur franche traduit , en vision modernisante, les luminosités et les valeurs. La palette reste sobre cependant et les effets de clarté, les significations vives sont tout aussi sensibles dans les grisailles que dans les rehaussés de teintes vibrantes, comme Trieuses d'huitres ou Huîtrière, temps gris. À côté de ces sites cueillis en vision modernisante, il faut apprécier la synthèse éloquente et la ligne de ces quelques toiles peintes en Belgique avant 1914 et qui ont échappé aux désastres et aux rafles de la guerre. Dans Canal à Nieuport, il faut apprécier la douceur de la palette, le fuyant des plans, la simplicité de l'émotion vécue. Soir à l'Yser, Ostende et Dunes près de Nieuport sont autant de notations exactes et profondément prenantes d'une nature cueillie, en simplicité de vision traditionnelle et dont l'expression se marque d'un enlevé très simple. »

### Collections muséales

#### Belgique
- Musées royaux des Beaux-Arts de Belgique (Bruxelles) : 
  - Pont Joffre, Nieuport (28 février 1917), dessin, inventaire no 10076/61, format 63,6 × 79,1 cm[9].
- Musée de la ville de Bruxelles :
  - La Rue de l'Empereur en 1937, huile sur panneau, inventaire no K.1939.2, format 40,5 × 50 cm, don de l'artiste[10].
- Musée des Beaux-Arts de Liège :
  - Huîtrières bretonnes (1920), huile sur toile, inventaire no 231, format 98 × 118 cm[11].
  - Le Môle (1931), huile sur toile, format 102 × 128 cm[12].
- Musée des Beaux-Arts d'Ostende :
  - Pêcheur au repos ;
  - Pêcheur à Cancale ;
  - Bancs d’huîtres à Cancale ;
  - Nature morte aux poissons ;
  - Au mât de mai-Nieuport ;
  - Sauveteurs sur la jetée à Nieuport.

#### France
- Musée des Beaux-Arts de Reims : 
  - Marine par gros temps huile sur toile, inventaire no 946.6.50, format 65,8 × .92.6 cm, don de L'Idée française à l'étranger, section belge, en 1946[10]